# Nimtek
Nimtek este o arie protejată (arie specială de conservare — SAC, sit de importanță comunitară — SCI) din Suedia întinsă pe o suprafață de 4.558,8 ha, integral pe uscat.

## Localizare
Centrul sitului Nimtek este situat la coordonatele 65°58′52″N 18°28′35″E / 65.9812°N 18.4763°E.

## Înființare
Situl Nimtek a fost declarat sit de importanță comunitară în decembrie 1995 pentru a proteja 2 specii de animale. Situl a fost protejat și ca arie specială de conservare în martie 2011.

## Biodiversitate
Situată în ecoregiunea boreală, aria protejată conține 8 habitate naturale: Mlaștini împădurite, Turbării Aapa, Grohotișuri silicioase de la nivelul montan până la nivelul zăpezii (Androsacetalia alpinae și Galeopsietalia ladani), Mlaștini turboase de tranziție și turbării mișcătoare, Cursuri de apă de la nivel de câmpie la nivel montan, cu vegetație Ranunculion fluitantis și Callitricho-Batrachion, Pajiști alpine și boreale, Lacuri și iazuri distrofice naturale, Taiga vestică.
La baza desemnării sitului se află mai multe specii protejate de  nevertebrate (2): Stephanopachys linearis, Stephanopachys substriatus.